# Койл, Гарольд
Гарольд Койл (англ. Harold Coyle род. 1952) — американский писатель, работающий в жанре военной фантастики. Получил широкую известность после выхода своего первого романа «Группа „Янки“», признанного New York Times бестселлером.
Окончил Вирджинский военный институт, проведя четырнадцать лет на действительной службе в армии США

## Романы
- "Группа «Янки» (Team Yankee), (1987) — Роман, посвящённый Третьей Мировой войне между СССР и США. Представляет собой спинн-офф к роману Джона Хекетта «Третья мировая война: Нерассказанная история». Если роман Хекетта посвящён политическим событиям и решениям на верхних эшелонах командования, "Группа «Янки» повествует об обычной танковой роте армии США, оказавшейся на этой войне.

### Серия «Скотт Диксон»
- «Острие меча» (Sword Point), (1989)

Ограниченный конфликт между Советским Союзом и США на территории Ирана.
- «Яркая звезда» (Bright Star), (1990)

Конфликт между Ливией и Египтом, в который оказываются втянуты советские и американские войска. Издавалася на русском языке под названием «Брайт Стар»
- «Испытание огнём» (Trial by Fire), (1992)

Вторая Мексиканская революция и интервенция в Мексику американских войск. Издавалась на русском языке как «Крещение огнём»
- «Десять тысяч» (The Ten Thousand), (1993)

Конфликт из-за раздела ядерного оружия между Россией и Украиной приводит к тому, что американские войска предпринимают военную операцию по захвату Украинского ядерного оружия. В ходе операции происходит подрыв части боеголовок и нарушение договоренностей с Германией, что провоцирует кризис, охватывающий центральную Европу. Канцлер Германии требует сдачи американских войск в Европе, в ответ американцы начинают прорыв через территорию Германии к морю. Сюжет романа и его название представляет собой реминисценцию на Анабасис Кира Ксенофонта и его «десять тысяч»
- «Кодекс чести» (Code of Honor), (1995)
- «Look Away» (1995), (1-я часть романа о Гражданской войне в США)
- «Savage Wilderness», (1997)
- «До конца» (Until the End), (1997) (2-я часть романа о Гражданской войне в США)
- «God’s Children» (Дитя Божье), (2001)
- «Dead Hand» (Мертвая рука), (2002)
- «Combat, Volume 3: Combat», (2002)
- «Against All Enemies» (Против всех врагов), (2002)
- «Victory, Volume 2: Into the Fire», (2004)
- «More Than Courage» (Больше, чем мужество), (2003)
- «They Are Soldiers» (Они — солдаты), (2004)
- «Cat and Mouse» (Кошка и мышь), (2007)
- «Pandora’s Legion» (в соавторстве с Барретом Тиллманом), (2007)
- «Дитя Прометея» (Prometheus’s Child) (в соавторстве с Барретом Тиллманом), (2007)
- «Vulcan’s Fire» (в соавторстве с Барретом Тиллманом), (2008)
- «No Warriors, No Glory»', (May 2009)

## Издания
Серия «Скотт Диксон» была издана в 1996 году на русском языке издательством «Респекс». При этом «Bright Star» была издана под транслитерированным названием «Брайт Стар», а «Trial by Fire» из «Испытания огнём» превратилась в «Крещение огнём», хотя такое название некорректно, учитывая, что для персонажей серии это уже третья по счету война.
В целом, издание отличалось низким качеством перевода